# Parafia Najświętszej Maryi Panny Niepokalanie Poczętej w Poznaniu
Parafia pw. Najświętszej Maryi Panny Niepokalanie Poczętej w Poznaniu – parafia rzymskokatolicka archidiecezji poznańskiej przynależąca do dekanatu Poznań-Nowe Miasto. Siedziba parafii znajduje się przy ul. Mariackiej 15.

## Historia
Od czasów średniowiecznych osada Główna przynależała do dóbr biskupa poznańskiego, dlatego też to on był bezpośrednio odpowiedzialny za zaspokojenie potrzeb duszpasterskich mieszkańców. Według zapisków kronikarskich w Głównie znajdowała się rezydencja biskupia oraz kościół noszący tytuły Wszystkich Świętych oraz św. Wawrzyńca. W późniejszym okresie kościół miał spłonąć. Na przełomie XIX i XX wieku Główna stała się obszarem coraz silniej urbanizowanym. Wówczas mieszkańcy przynależeli do parafii św. Jana Jerozolimskiego na Komandorii. Jeszcze przed I wojną światową podjęto decyzję o budowie kościoła filialnego dla wierzący z Główny. Neobarokowa świątynia według projektu Mieczysława Powidzkiego została poświęcona 15 sierpnia 1912 roku. W międzyczasie w różnych miejscach postawiono również kapliczki, przy których wierzący odprawiali nabożeństwa w języku polskim, co miało niebagatelne znaczenie w czasach Kulturkampfu. 
1 stycznia 1924 roku została erygowana samodzielna parafia pod wezwaniem Najświętszej Maryi Panny Niepokalanie Poczętej. Obejmowała ona wówczas oprócz wsi Główna także wieś Bogucin, Janikowo oraz Przedmieście Warszawskie. Posługę proboszcza powierzono ks. Antoniemu Chilomerowi. Rok później Główna stała się częścią Poznania. W 1936 roku z parafii wyłączono obszar Osiedla Warszawskiego, który został włączony do nowo utworzonej parafii pw. Chrystusa Odkupiciela. 
W czasie II wojny światowej hitlerowscy okupanci zawiesili działalność parafii, aresztując przy tym proboszcza oraz innych kapłanów. Kościół został zamknięty i użytkowany jako magazyn mebli. Wnętrze zostało ograbione i zdewastowane. Po ustaniu działań wojennych nowym proboszczem został ks. Antoni Cieciora, który podjął się zadania odbudowy kościoła oraz organizacji życia religijnego. Poczyniono również wstępne projekty rozbudowy kościoła, które jednak nie zostały zrealizowane. W 1981 roku po śmierci ks. Cieciory urząd proboszcza objął ks. Kazimierz Frąckowiak. W okresie jego posługi w Bogucinie została postawiona i poświęcona kaplica filialna pod wezwaniem Matki Bożej Różańcowej. W 1983 roku zbudowano dom katechetyczny. W 1991 roku zmarł ks. Frąckowiak, dlatego też posługę proboszcza parafii zlecono ks. Andrzejowi Wojciechowskiemu. Po dwu latach nowym proboszczem został posługujący do dziś ks. Jan Bartkowiak. Na przełomie XX i XXI wieku w parafii podejmowano szereg prac renowacyjnych i konserwatorskich. zarówno w kościele, jak i w budynkach duszpasterskich.   
Od 1 sierpnia 2024 zgodnie z decyzją arcybiskupa metropolity poznańskiego, Stanisława Gądeckiego prowadzenie parafii zostało przekazane Zgromadzeniu Słowa Bożego.    

## Posługa sióstr miłosierdzia na Głównej
Od 1910 roku w parafii na Głównej posługują siostry miłosierdzia (szarytki). W tymże roku Towarzystwo "Caritas" nabyło dom z ogrodem przy ul. Krótkiej, który został przekształcony w ochronkę dla dzieci z trudnych rodzin. W związku z szerokim poparciem społecznym podjęto starania budowy osobnego domu, w którym siostry zakonne mogłyby prowadzić dom dziecka. Inicjatywę zawieszono ze względu na wybuch I wojny światowej. W 1918 roku siostry otrzymały w spadku dom przy ul. Średniej, a później także budynek przy ówczesnej ul. Granicznej (obecnie ul. Mariacka). Oprócz opieki nad dziećmi poszerzono działalność o prowadzenie przytułku dla osób starszych oraz tzw. taniej kuchni dla najuboższych. Ostatecznie całą posługę siostry skumulowały w budynkach przy ul. Mariackiej. Po wybuchu II wojny światowej władze niemieckie zlecały siostrom opiekę na polskimi sierotami, jednakże w 1942 zakład został przejęty przez okupanta, a siostry przeniesione do noclegowni na Zawadach. 
W 1945 roku wznowiono działalność zakładu opiekuńczego dla dzieci. W czasach komunistycznych nadzór przejęły instytucje państwowe, które wielokrotnie zmieniały charakter placówki, jakkolwiek siostry wciąż mogły wypełniać swoją misję. Dopiero w 1992 roku zakład został całkowicie przekazany w ręce sióstr, które odtąd aż do dziś prowadzą Specjalny Ośrodek Wychowawczy im. Św. Ludwiki w Poznaniu. W placówce przebywają dzieci z niepełnosprawnością intelektualną w stopniu lekkim i umiarkowanym oraz z niepełnosprawnością sprzężoną. Ośrodek zapewnia dzieciom całodobową opiekę, warunki do nauki i wychowania oraz rozwijanie zainteresowań i uzdolnień.

## Terytorium
Do parafii przynależą wierni Kościoła katolickiego zamieszkujący poznańską dzielnicę Główna oraz Bogucin:
- Bogucin,
- Poznań - ulice: Bałtycka, Bartnicza, Blacharska, Chemiczna, Gdyńska, Główna, Gnieźnieńska, Harcerska, Helska, Kotlarska, Krańcowa (nr 6), Krótka, Mariacka, Nadolnik, Rozewska, Rynek Wschodni, Rzeczna, Skromna, Smolna, Sucha, Studniarskiego, Studzienna, Średnia, Świętego Michała (nr 75), Urwista, Wiejska, Wrzesińska (nr. 1, 2, 4, 8, 15, 44), Wschodnia.

## Miejsca kultu
- Kościół pw. Najświętszej Maryi Panny Niepokalanie Poczętej w Poznaniu,
- Kaplica pw. Matki Bożej Różańcowej w Bogucinie,
- Kaplica pw. św. Józefa w domu sióstr szarytek,
- Cmentarz Miłostowo w Poznaniu,
- Kapliczki przydrożne na Głównej w Poznaniu.

## Proboszczowie
- 1945-1981 ks. Antoni Cieciora,
- 1981-1991 ks. Kazimierz Frąckowiak,
- 1991-1993 ks. Andrzej Wojciechowski

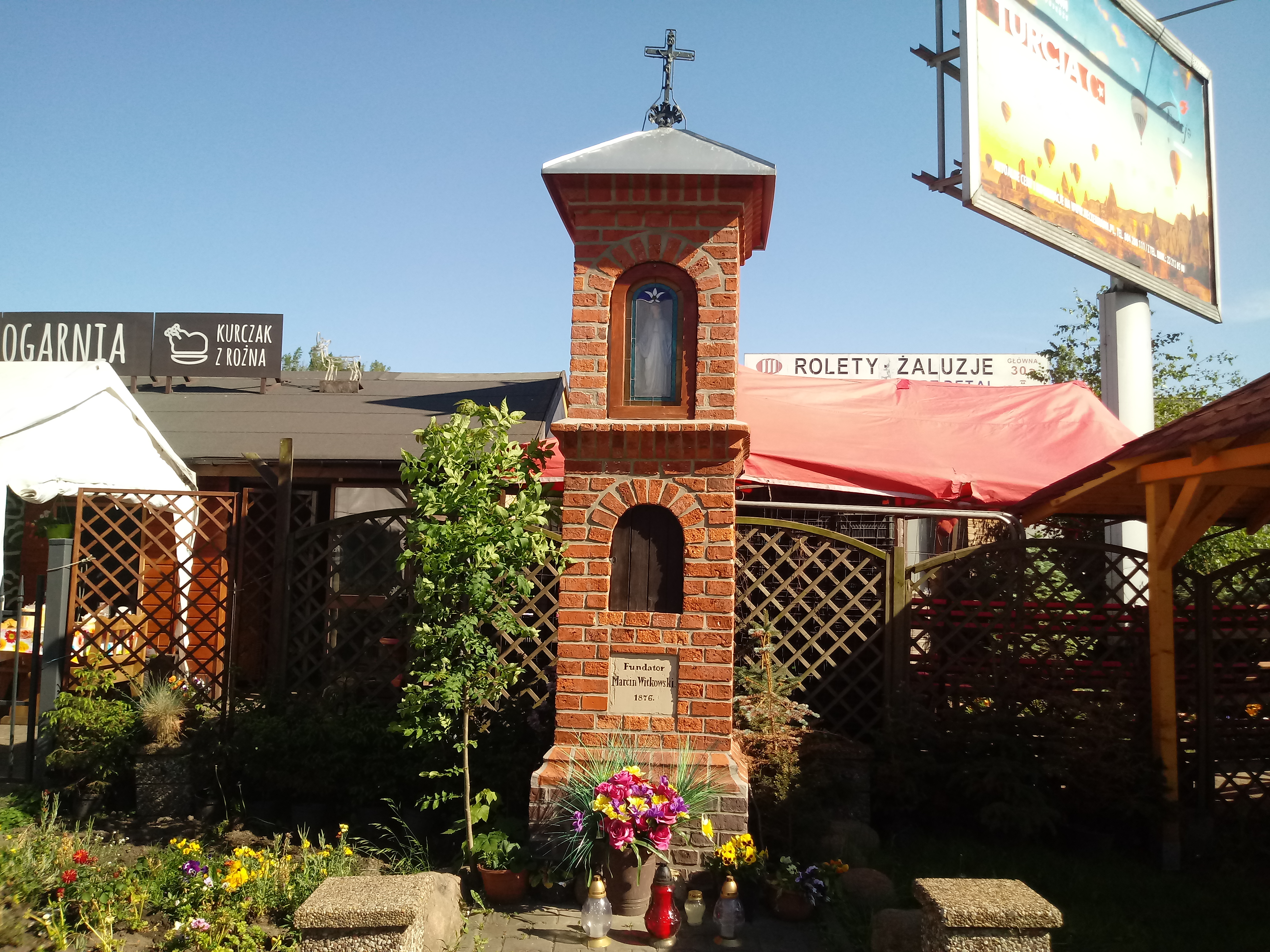
Kapliczka przy ul. Głównej

- 1993-2019 ks. Jan Bartkowiak
- 2019-2024 ks. Zbigniew Szlachetka
- 2024-  o. Damian Piątkowiak SVD